# Наталия Стрейгнард
Наталия Мартинес Стрейгнард Негри (трите имена на испански: Natalia Martínez Streignard Negri), (на немски Страйгнард, правилно Щрайгнард) е бизнес дама, латиноамериканска актриса, модел, общественичка и член на УНИЦЕФ.

## Биография
Родена е на 9 септември 1970 г. в Мадрид, Испания. Баща ѝ Жак Страйгнард е германец, а майка ѝ Хуана Негри е аржентинка. Когато е била на три години заедно със семейството си се мести във Венецуела. Играе предимно теленовели.

## Награди
За ролите си в Моя сладка Валентина и Имението спечелва Световните Филмови Награди за Теленовела.

## Личен живот
Актрисата се запознава със Марио Симаро с когото по-късно се женят в църквата „Nuestra Senora de La Caridad del Cobre“. Сватбата им се излъчва по канал „Веневижън“ и програмата „Super Sabado Sensational“, също и по по канала на „Юнивижън“ в САЩ и от канал „Телевиса“ в Мексико. Присъстват 500 гости. Към днешна дата двамата са разведени и Наталия е омъжена отново за Донато Каландриело.

## Филмография
- Клетва за отмъщение (El Juramento) (2008) – Андрея Роблес Конде де Ландерос
- Имението (теленовела) (La Tormenta) (2005\06) – Мария Тереса Монтия
- Анита, не се предавай (Anita, no te rejas) (2005\04) – Ариана Дупонт Аристисабал
- Моя сладка Валентина (Mi gorda Bella) (2002) – Валентина Виянуева Ланс/Беля де ла Роса
- Ненагледна моя (La nina de mis ojos) (2001) – Исабела Диас Антони
- Соледад (Перу) (Soledad (Peru)) (2001) – Дебора Гутиерес
- Моята съдба си ти (Mi destino eres tu) (2000) – София Девеса Лейва
- Жената на моя живот (La mujer de mi vida) (1998) – Барбара Руис
- Сол, мамещо слънце (Sol de tentacion) (1996) – Сол Ромеро
- Мил враг (Dulce enemiga) (1995) – Мария Лаура Андуеса